# Hamida Djandoubi
Hamida Djandoubi oder Hamida al-Dschandubi (arabisch حميدة الجندوبي, DMG Ḥamīda al-Ǧandūbī; * 22. September 1949 in Tunesien; † 10. September 1977 in Marseille) war ein tunesischer Zuhälter und Mörder. Er war der letzte Mensch, der in Westeuropa hingerichtet wurde; weltweit war er der letzte Verurteilte, der mit einer Guillotine enthauptet wurde.

## Leben
Der tunesische Staatsangehörige Djandoubi, der bei einem Unfall das rechte Bein verloren hatte, betätigte sich in Marseille als Zuhälter. Nachdem er seine Geliebte Elisabeth Bousquet unter Gewaltanwendung zur Prostitution hatte zwingen wollen und sie ihn angezeigt hatte, verbrachte er 1973 einige Monate im Gefängnis. Aus Rache entführte er am 5. Juli 1974 die damals 21-jährige Bousquet, folterte sie mehrere Stunden lang und erdrosselte sie. 
Das zuständige Geschworenengericht in Aix-en-Provence, dasselbe Gericht, das ein knappes Jahr zuvor bereits das Todesurteil gegen Christian Ranucci gesprochen hatte, verurteilte ihn am 25. Februar 1977 dafür zum Tode und sprach ihn darüber hinaus der Vergewaltigung eines 15-jährigen Mädchens, das er zur Prostitution gezwungen hatte, schuldig.
Nach Ablehnung eines Revisionsantrags durch den Kassationsgerichtshof in Paris am 9. Juni verweigerte der damalige Staatspräsident Valéry Giscard d’Estaing am 9. September 1977 die Umwandlung des Urteils in eine lebenslange Freiheitsstrafe. Bereits am nächsten Tag wurde Djandoubi um 4:40 Uhr im Marseiller Gefängnis Les Baumettes von Scharfrichter Marcel Chevalier auf der Guillotine enthauptet.